# Stazione di Rotterdam Noord
Rotterdam Noord, è una stazione ferroviaria passante di superficie sulla linea ferroviaria Utrecht-Rotterdam nella città di Rotterdam, Paesi Bassi.